# Groupe de NGC 1199
Le groupe de NGC 1199 comprend au moins six galaxies situées dans la constellation de Éridan. La distance moyenne entre ce groupe et la Voie lactée est d'environ 40,4 Mpc (∼132 millions d'al). 

## Membres
Le tableau ci-dessous liste les six galaxies du groupe indiquées dans l'article de A.M. Garcia paru en 1993.
| Nom         | Class.    | Type                        | α (J2000.0)   | δ (J2000.0)  | Vitesse radiale (km/s) | m       | Distance (Mpc) | Diamètre (kal) |
| ----------- | --------- | --------------------------- | ------------- | ------------ | ---------------------- | ------- | -------------- | -------------- |
| IC 276      | S0^0^ pec | Lenticulaire                | 02h 58m 41.0s | -15° 42′ 11″ | 2929 ± 21              | 13,1    | 40,5 ± 2,9     | 79             |
| NGC 1114    | SA(r)c    | Spirale                     | 02h 49m 07.2s | -16° 59′ 36″ | 3468 ± 4               | 12,5    | 48,3 ± 3,4     | 95             |
| NGC 1189    | SB(s)dm   | Spirale barrée magellanique | 03h 03m 24.5s | -15° 37′ 24″ | 2544 ± 3               | 13,8    | 39,9 ± 2,5     | 62             |
| NGC 1199    | E3?       | Elliptique                  | 03h 03m 38.4s | -15° 36′ 48″ | 2570 ± 5               | 11,4    | 35,3 ± 2,5     | 78             |
| NGC 1209    | E6?       | Elliptique                  | 03h 06m 03.0s | -15° 36′ 41″ | 2600 ± 18              | 11,5    | 35,8 ± 2,5     | 75             |
| MGC -3-8-45 | SB(rs)dm  | Spirale barrée magellanique | 02h 54m 57.3s | -17° 03′ 04″ | 3051 ± 3               | 14,0201 | 42,3 ± 3,0     | 72             |

Le site DeepskyLog permet de trouver aisément les constellations des galaxies mentionnées dans ce tableau ou si elles ne s'y trouvent pas, l'outil du site constellation permet de le faire à l'aide des coordonnées de la galaxie. Sauf indication contraire, les données proviennent du site NASA/IPAC.